# 흐멜니츠키주

흐멜니츠키주의 위치

흐멜니츠카주(우크라이나어: Хмельницька область)는 우크라이나 서부에 위치한 주로, 주도는 흐멜니츠키이며 면적은 20,645km2, 인구는 1,367,892명(2006년 기준)이다.
서쪽으로는 테르노필주, 북쪽으로는 리우네주, 동쪽으로는 지토미르주와 빈니차주, 남쪽으로는 체르니우치주와 접한다.

## 상징

흐멜니츠카주의 기
흐멜니츠카주의 문장

## 같이 보기
- 볼히니아
- 포딜리야